# 1560 год в науке
В 1560 году произошли различные научные и технологические события, некоторые из которых представлены ниже.

## События
- В Неаполе философом и алхимиком Джамбаттиста Делла Порта основана первая научная академия в Европе — Академия тайн природы.
- 21 августа 1560 г. произошло полное Солнечное затмение, что послужило сильным толчком к увлечению астрономией Тихо Браге.

## Родились
- 17 января — Каспар Баугин, швейцарский анатом и ботаник, систематик растений (умер в 1624).
- 15 мая — Адам Залужанский, чешский ботаник, философ (умер в 1613).
- 25 июня — Вильгельм Фабри, немецкий хирург, «отец немецкой хирургии» (умер в 1634).
- 3 декабря — Ян Грутер, немецкий филолог и историк (умер в 1627).

## Без точной даты
- Нараяна Бхаттатири, индийский астроном, математик и лингвист (умер в 1648).
- Диего Гонсалес Ольгин, испанский священник, лингвист-исследователь языка кечуа колониальной эпохи Перу (умер в 1618).
- Джеймс Криктон, шотландский учёный, эрудит (умер в 1583).
- Генрих Кунрат, немецкий врач, философ-мистик, алхимик и каббалист (умер в 1605).
- Мухаммед Яр ибн Араб Катаган, узбекский историк (умер в 1630).
- Искандер Мунши, персидский историк.
- Христоф Ротман, немецкий астроном и математик (умер в 1600).
- Томас Харриот, английский астроном, математик, этнограф и переводчик (умер в 1621).
- Ованнисик Цареци, армянский историк.

## Скончались
- 25 апреля — Тан Шуньчжи, китайский инженер, математик (родился в 1507).
- 7 ноября — Петер Лотц, немецкий учёный (родился в 1528).
- 15 ноября — Доминго де Сото, испанский теолог, философ-схоласт, механик и экономист (родился в 1494).
- 2 декабря — Георг Сабин, немецкий учёный-филолог, первый ректор Кёнигсбергского университета (родился в 1508).

## Без точной даты
- Кристофоро Саббадино, венецианский инженер-гидротехник.